# بيلي هاريس (لاعب هوكي الجليد كندي)
بيلي هاريس هو لاعب هوكي الجليد كندي، ولد في 29 يناير 1952 في تورونتو في كندا.

## وصلات خارجية
- بيلي هاريس (لاعب هوكي الجليد كندي) على موقع دوري الهوكي الوطني (الإنجليزية)
- بيلي هاريس (لاعب هوكي الجليد كندي) على موقع EliteProspects.com (الإنجليزية)
- بيلي هاريس (لاعب هوكي الجليد كندي) على موقع HockeyDB.com (الإنجليزية)
- بيلي هاريس (لاعب هوكي الجليد كندي) على موقع Hockey-Reference.com (الإنجليزية)